# Trichosaundersia dorsopunctata
Trichosaundersia dorsopunctata är en tvåvingeart som först beskrevs av Macquart 1843.  Trichosaundersia dorsopunctata ingår i släktet Trichosaundersia och familjen parasitflugor.
Artens utbredningsområde är Colombia. Inga underarter finns listade i Catalogue of Life.